# 沙基索
沙基索（Shakiso）是埃塞俄比亞南部奧羅米亞州博勒納地區的小鎮，座標5°45′N 38°55′E / 5.750°N 38.917°E，海拔1,758米。小鎮附近有一個金礦和一個鉭礦。2009年3月，造價3800萬埃塞俄比亞比爾的飲用水計劃展開，估計72,000居民受惠。根據埃塞俄比亞中央統計局2005年人口普查的資料，沙基索人口約28,260，其中男性15,463人，女性12,797人。